# Ace Young
Brett "Ace" Young, född 15 november 1980 i Denver, Colorado och uppvuxen i Los Angeles, Kalifornien, är en amerikansk sångare, låtskrivare och skådespelare. Han började bli känd 2006 när han medverkade i den femte säsongen av American Idol. Han är idag gift med Diana DeGarmo som 2004 kom på tredje plats i den tredje säsongen av American Idol.